# Stammliste der Pierre-Buffière

Diese Stammliste der Pierre-Buffière enthält eine unvollständige Übersicht über bekannte Vertreter und die Verwandtschaft eines der ältesten Uradelsgeschlechter des Limousin, des französischen Barons- und Markgrafengeschlechtes der Seigneurs de Pierre-Buffière. Der jeweilige Baron de Pierrebuffière war seit Zeiten des Königs Rudolf von Burgund ab 922 stets auch der Premier baron du Limousin.

## Die Herren von Pierre-Buffière
Die genaue Identität und exakte Filiation sind aufgrund der komplexen Quellenlage teilweise unklar (siehe Abbé Joseph Nadaud). Zudem sind daher alle Listen hierin unvollständig.
- Aimericus (Adémar) de Petra-Bufferiâ, wohl Adémar Vicomte de Limoges, war pater petri-baissa (Gründer der unteren Burg) und spendete an die Abtei Ricardi im Jahr 1002; ⚭ Emma, wohl Schwester des Gérald de Léron, Bischof von Limoges
- Dessen Sohn, Foucher (Fulcherius), Vicomte de Limoges, Seigneur de Pierre-Buffière, war Vater von Pierre und Gaucelin de Pierre-Buffière (leben 1037)
- Gaucelin I de Petra-Bufferiâ, le Barbu, lebt 996 und 980, Seigneur de Château-Chervix[1], Neffe von Bischof Gérard de Léron und von Roger de Léron
- Gaucelin II de Pierre-Buffière (Sohn des Gaucelin I) mit Bruder Aimery, spendet um 1048 öfters an das Kloster Uzerche, lässt um 1061 die Kirche Sainte-Croix erbauen; ⚭ N.N. de Letvis (Lévis oder Lesvy) 
  - Geraldus Rapacis de Petra-Bufferiâ, lebt im Jahr 1044
  - Pierre I de Pierre-Buffière (lebt 1072, † um 1114), Seigneur de Jauniac; ⚭ Petronille de Chabanois-Lévis
    - Gaucelin III de Pierre-Buffière (Sohn der Petronille) lebt um 1062, leistet 1071 Abbitte durch Spende des Guts Saint-Martin-de-Visq (bei Saint-Yrieix, Haute-Vienne) an die Abtei Solignac; ⚭ Rutgarde (Adalgart)
      - Gaucelin de Pierre-Buffière († um 1128, wohl im Kerker des Vizegrafen von Limoges)
      - Aymeric de Pierre-Buffière, Bruder des Pierre II
      - Pierre II de Pierre-Buffière, Sohn der Rutgarde († 1114 getötet von Mannen des Vizegrafen von Limoges) plünderte 1100 die Kirche Aubesaigne wegen einer Reliquie (Holz vom Christuskreuz, gestiftet von Karl dem Großen)[2]
        - Gaucelin IV oder V
          - Pierre III de Pierre-Buffière (Sohn des Gaucelin IV und der Béatrix oder Marie de Comborn, einer Tochter des Archambaud IV. le Barbu, Vicomte de Comborn, und der Humberge de Limoges)[3] ⚭ 1165 Séguine de Veyrac, Schwester des Bischofs von Limoges, Jean de Veyrac
            - Gaucelin V oder Audoin de Pierre-Buffière (1209), Kreuzfahrer in Palästina 1218, ⚭ 1237 Aénor de Brosse
              - Pierre IV de Pierre-Buffière, Seigneur de Saint-Paul d'Eyjeaux (* n.1200; † n.1262) ⚭ N.N. de Noblat (* um 1210)
                - Pierre V (* nach 1230; † um 1290) ⚭ 1260 N.N. Ide
                - Séguine (* um 1230) ⚭ 1265 Ranulphe V. d'Aubusson, Seigneur de la Borne, Pontarion et Monteil-le-Vicomte[4], wohl Nachkomme des Renaud V. d'Aubusson, genannt le Lépreux (um 1130–1201) ; ohne Nachkommen
                - Isabeau de Pierre-Buffière (* um 1235) ⚭ N.N. de Ségur
                - (?) Audouin de Pierrebuffière, Abt von Dorat 1287 bis 1289[5]

              - Pierre-Foucher und Gaucelin, leben um 1260. Ein Pierre 1257 Neffe des Ritters Guy de Brosse. Ein Pierre ⚭ 1272 Aiyline de Gordon (dieser trägt 1262 das Löwen-Wappen). Ein Pierre VI. (* n.1270; † 30. November 1319) ⚭ 1295 Alahyde de Châteauneuf, eine so vermögende Erbin, dass später die Baronnie Pierre-Buffière selbst, nach einer Erbteilung 1406, den Zweitgeborenen (jüngere Linie, siehe unten) überlassen wurde. Dessen Schwester Adèle (* um 1280) ⚭ I) 1305 Guy-Ratier de Montrocher, ⚭ II) 1311 Pierre de La Porte
              - Gaucelin VI de Pierrebuffière, Seigneur de Châteauneuf (* n.1295; † 1345), Seigneur de Châteauneuf 1299, Testament 1342, 1345 (Schwester: Ayde); macht seinen Neffen Pierre zum Erben (huldigt 1309 dem Bischof von Limoges); ⚭ 1320 ? Marguerite de Chambon (1295–1330/1345)
                - Jean II; s. unten (* n.1320; † 1403, Sohn d. Marguerite de Chambon); ⚭ I) 1350 Marguerite de Preuilly [6], ⚭ II) N.N. Ayde

              - Pierre de Pierre-Buffière et Châteauneuf (1304 Vormund der Kinder des Bernard de Comborn), Testament 1319; ⚭ N.N. de Comborn, ⚭ II ? Marguerite de Chambon (1295–1330). Söhne Guy, Gaucelin etc.
              - Gosselin, Chevalier, Seigneur de Maignac 1329
              - Guy (Guido) de Pierrebuffière (lebt 1290, Grab im Kloster Saint-Martial), ⚭ 1307 Guiscarda (Guicharde) de Lusignan
                - Pierre, Abt von Dorat 1361, Kanoniker in Orléans und Paris 1367
                - (?) Audouin de Pierrebuffière, Abt von Dorat 1360[7]
                - Jean, Kanoniker
                - Galienne
                - Jean-Roy, Baron de Pierrebuffière, 1. Baron des Limousin, ⚭ 1340 Galienne de Montmorillon. Er verkauft Mai 1347 das Dorf La Bourgade, Saint-Hilaire-Bonneval an den Seigneur de Linars[8]

              - Jean de Pierrebuffière, Gouverneur des Limousin, ⚭ um 1300 Anne de Châteauneuf
                - Louis I (Jean-Louis), Seigneur de Châteauneuf
                - dessen Schwester Adelaide; ⚭ Aymeric I de Rochechouart-Mortemart , Seigneur de Saint-Victurnien, Berater des Königs Charles V., Teilnehmer an der Eroberung Guyennes († 1369)[9]

              - (?) Ayde de Pierrebuffière-Châteauneuf (* um 1300); ⚭ 1320 N.N. Pommier, Sieur de l'Angle, ⚭ 1335 Aimery de Rochechouart († 1354)

    - Geraldus de Petra-Bufferiâ (Sohn der Petronille) lebt im Jahr 1044, ⚭ Humberge (d'Ayen)
      - Bernarde de Pierrebuffière, lebt 1070; ⚭ Pierre de la Porcherie
      - N.N. de Pierrebuffière; ⚭ Ramnulf de Lastours[10]
        - Ramnulf de Lastours
        - Seguin de Lastours 
          - Humberga de Lastours; ⚭ Gerardus I. de Lastours († nach Juni 1062/72), Sohn des Guy II. de Lastours[11] und der Agnes (um 1097/1108 gleichzeitige Spenden von Bernarde de Pierrebuffière (s. o.) und "Geraldus de Las Tors et Umberga uxor illius ... in villa de La Noallia in parrochia de La Crozillia" an Kloster Uzerche)
            - Guy IV. "le Gros" de Lastours († 1147/49 Jerusalem), Kreuzfahrer mit König Ludwig VII.

      - (?) Gaucelme (Gaucelin VI oder V) de Pierrebuffière, lebt 1070; ⚭ Béatrix de Comborn, Tochter des Archambaud IV le Barbu, Vicomte de Comborn (vergiftet 1122 vom Vizegraf Aimar von Limoges). Söhne Pierre und Gaucelin (Jaucelin)

    - Constantin de Meiras, als Kind ins Kloster Uzerche gegeben

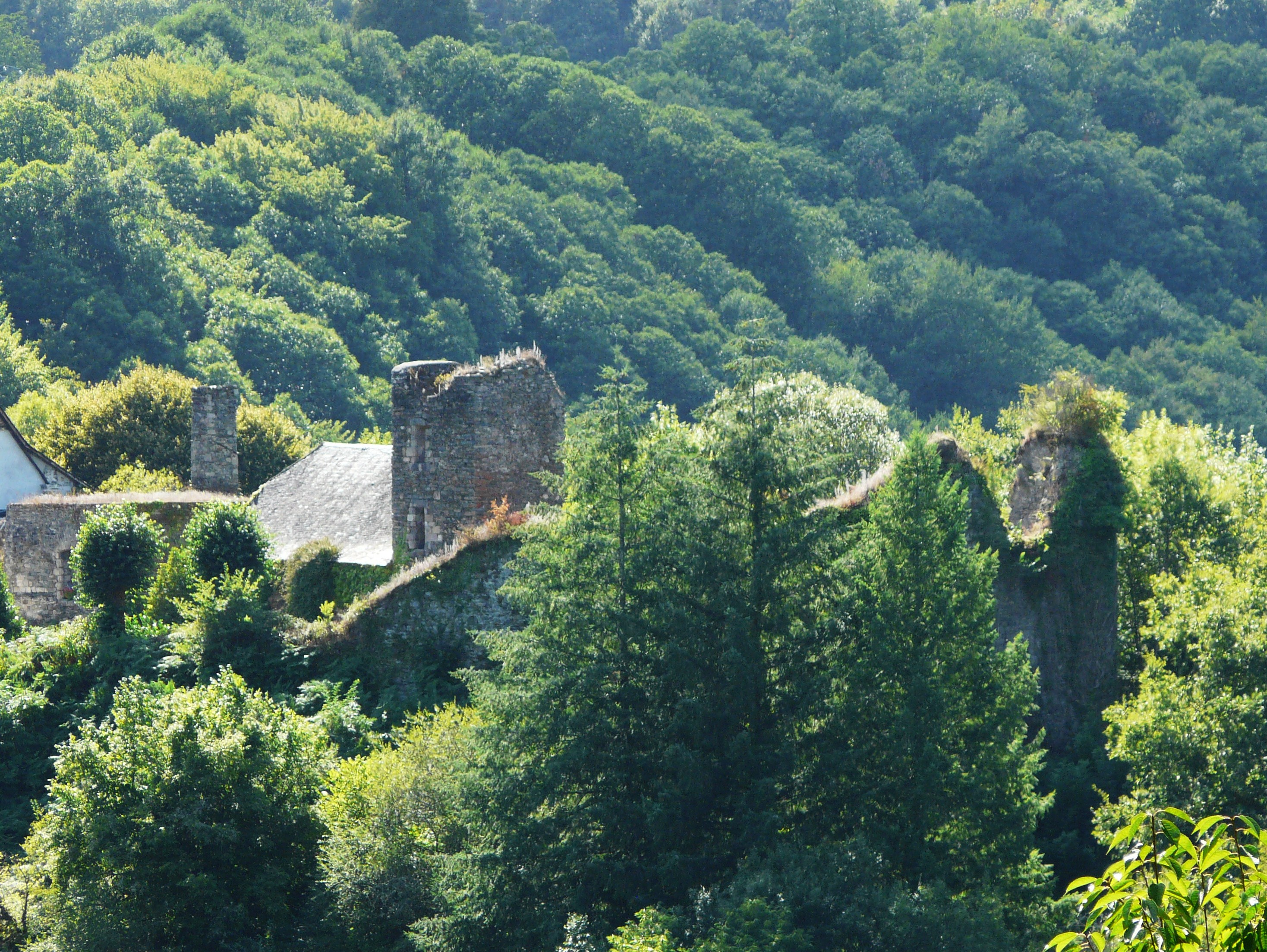
Reste der Festung Comborn

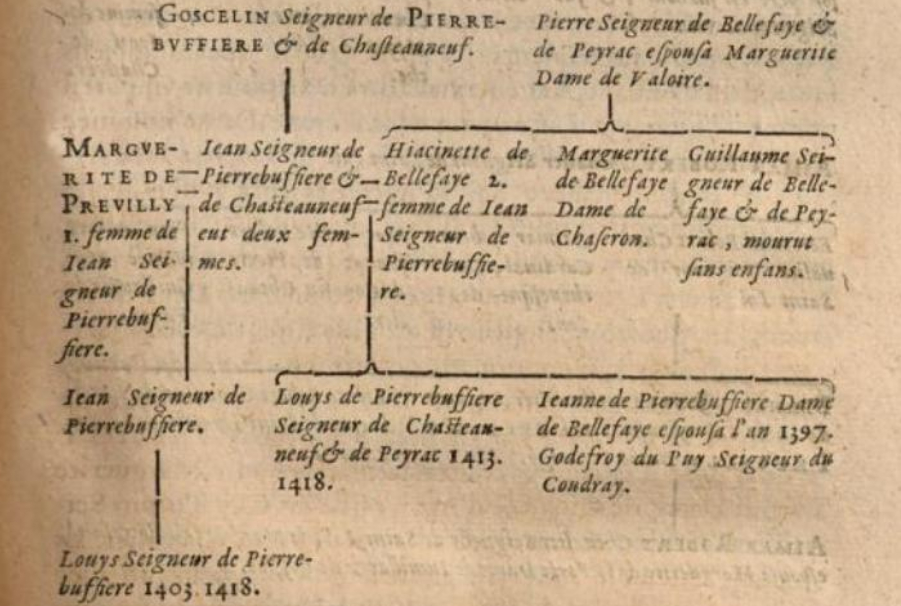
Stammbaum der Pierre-Buffière und Preuilly (A. du Chesne, 1634)

## Barone von Châteauneuf, Villeneuve und Vizegrafen von Comborn (Ältere Linie)
Aus dieser Linie wurden 1557 die Baronnien Villeneuve-au-Comte und Nedde abgeteilt. Diese Linie spaltet sich mit den Söhnen des Louis de Pierre-Buffière, Vizegraf von Comborn (* um 1480; † 1548), in vier Zweige auf.
- Jean II de Pierre-Buffière (* n.1320; † 1403?), Seigneur de Pierrebuffière et Châteauneuf, Saint-Paul, Magnac-Bourg, Kreuzfahrer um 1369; ⚭ I 1350 Marguerite de Preuilly de la Rocheposay; ⚭ II N.N. Ayde (bzw. Hyacinthe de Besse)
  - Louis Baron von Pierre-Buffière (* um 1370; † 1426, Sohn Jean I und Ayde), Seigneur von Châteauneuf, Pontarion, Saint-Paul, Aigueperse, Peyrat etc. Premier baron du Limousin (siehe unten Barone von Pierre-Buffière (Jüngere Linie))
  - Jean (* um 1355), Seigneur de Pierre-Buffière, Vater des Louis (lebt 1403, 1418); 1388 Chevalier; ⚭ I Sibelle de Beno, Witwe des Louis de Folia; ohne Nachkommen, ⚭ II um 1380 Hyacinthe de Besse de Bellefaye (*um 1355), Verwandte des Kardinals de Besse , dame de Peyrat et Le Léris, Söhne Boson, Louis u. a.
    - Jeanne de Pierre-Buffière, (* um 1380, Tochter der Hyacinthe), Erbin von Bellefaye, Chantemilan und de La-Tour-St.-Aoulsville; ⚭ 1397 Geoffroi du Puy, Seigneur von Dames-en-Berri, Coudrai-Monin, Duchesne und Chasteignier, Kammerherr des Charles V. († 1421)
    - (?) Foucauld-Boson de Pierrebuffière, Seigneur de Bellefaye, Saint-Paul um 1506[13]
      - (?) Foucauld-Boson II de Pierrebuffière, Seigneur de Bellefaye um 1536; ⚭ Jeanne d'Aubusson (Tochter des Jacques, Seigneur de La Borne, und der Damienne du Puy-Devatan), Söhne François und Guy

    - Louis I (Jean-Louis) de Pierre-Buffière (1385–1466), Baron von Châteauneuf, Peyrat, Erster Baron des Limousin (Enkel der Marguerite de Preuilly), lebt 1406; ⚭ (I) 1410 oder 1418 Anne (oder Jeanne) de Lévis-Mirepoix (um 1382–1443) , Tochter des Jean III de Lévis, Seigneur de Mirepoix, Maréchal de la Foi, und der Jeanne d'Armagnac (Haus Lévis); ⚭ (II) 1445 Louise d'Aubusson de La Feuillade (Tochter des Jean II d'Aubusson, Seigneur de la Borne, und der Marguerite Chauveron), Söhne François und Pierre (lebt in Villeneuve in der Grafschaft Peyrat-le-Château), vier Töchter
      - (I) Marie de Pierre-Buffière (Tochter der Anne de Lévis, * n. 1410; † n.1451); ⚭ um 1427 Charles de Ventadour
      - (II) Anne; ⚭ 1473 Brangon de Chamborant, Chevalier, Seigneur de Chamborant, Matrange et Orsaine [14]
      - (II) Catherine; ⚭ 1466 Louis de Gain de Linards[15]
      - (?) Pierre de Pierre-Buffière (Vicomte de Châteauneuf); ? ⚭ Jeanne Chabot, Tochter des Charles, Baron de Jarnac, etc., und der Madeleine de Puiguyon
      - (II) François de Pierre-Buffière (* um 1450)
      - (II) Pierre de Pierre-Buffière (* um 1450, Sohn von Louis und Louise d'Aubusson), Baron de Châteauneuf et Peyrat († 1489); ⚭ 1480 Catherine de Comborn, Tochter des Jean II Vicomte de Comborn
        - Catherine de Pierre-Buffière († 23. September 1527); ⚭ 1502 Louis de Noailles († 1540), Seigneur de Montclar et Chambres (Sohn des Aymar de Noailles und der Antoinette de Saint-Exupéry)
          - Antoine de Noailles (* 4. September 1504; † 11. März 1562 in Bordeaux), Admiral von Frankreich
          - François de Noailles  (* 2. Juli 1519; † 19. September 1585 in Bayonne), Erzbischof, Botschafter Frankreichs in Konstantinopel

        - Louis de Pierre-Buffière (um 1483–1548) siehe unten

### Zweig Châteauneuf
- Louis de Pierre-Buffière (um 1480–1548) Vizegraf von Comborn (Sohn der Catherine de Comborn), Baron von Châteauneuf, Peyrac (Peirat), Nedde, Villeneuve-au-Comte, Treignac, Chabannes-Guerguy (Vertrag 1550[16]), Breuil, Beaumont, Beauvoir und Chamberet, Testament April 1548; ⚭ I (1504) Marguerite de La Roche-Aymon , dame de Nuchèze, Breuil etc. († 1523) Tochter von Jean und Madeleine de Montalembert[17], ⚭ II (1523) Jeanne de Chassaigne (Tochter der Marguerite de Gontaut-Biron), dame de Génissac, der Witwe des Gaston de Ségur (* um 1470), Baron de Théobon[18]
  - Jeanne de Châteauneuf de Pierrebuffière (* um 1505), lebt 1595 im Château Plats bei Luchapt, L’Isle-Jourdain (Vienne); ⚭ 1520 Bertrand de Salagnac
  - François de Pierrebuffière (Sohn von Marguerite de La Roche-Aymon), Marquis de Chamberet, Seigneur von Pontarion, Saint-Salvadour und Beaumont († vor 1567, in Bordeaux getötet[19] von seinem Cousin, dem Katholiken Jean de Pompadour); ⚭ Jeanne de Pierrebuffière (Zweig Chamberet, siehe unten)
  - François, Sohn von Marguerite de La Roche-Aymon († vor 1566);[20] ⚭ I Catherine de Ségur, ohne Kinder (Tochter von Gaston de Ségur, Baron de Théobon, und (?) Jeanne de Chassaignes)[21], ⚭ II um 1548 Catherine-Jeanne Chabot (Tochter des Charles Chabot, Baron de Jarnac etc., und der Madeleine de Puygnion) 
    - (II) Jeanne; ⚭ 14. Dezember 1581 François de Jarrie, Sieur de Claravaux, Saint-Avit, etc. († vor 1591)
    - (II) Madeleine; ⚭ I 1570 Jean, Sieur de las Tours; per Vertrag vom 25. Juli war sie Dame de Murât et de Fleurac; ⚭ II 9. Mai 1578 Antoine de la Tour d'Auvergne, Seigneur de Murat, des Quaires et de Saint-Exupéry
    - (II) Charles de Pierre-Buffière (Sohn der Catherine-Jeanne Chabot), Vicomte de Comborn, Baron de Châteauneuf (wohl der Baron von Châteauneuf auf kalvinistischer Seite 1569 in der Schlacht von Roche-l'Abeille), Peyrat, Treignac, Chabannes, Beaumont, Chamberet, Seigneur de Saint-Yrieix, Soubrebost et la Croisille 1579, Capitaine de 50 Hommes d’armes (Bewaffneter) der Ordonnances du Roy, Maréchal de camp des armées, Gouverneur und Lieutenant-général des Königs im Limousin; ⚭ 1575 Philiberte de Gontaut-Biron (lebt 1606, Tochter des Armand de Gontaut-Biron, Seigneur de Salignac, Maréchal de France) , 7 Kinder
      - Françoise; ⚭ 16. Mai 1614 Henri de Pierre-Buffière (* um 1593; † 1649 Libourne), Seigneur und Marquis de Chamberet, Sohn des Abel de Pierre-Buffière und der Anne de Pons (s. unten)
      - Charles, Baron de Pierre-Buffière, Vicomte de Comborn, Baron de Peyrat, Châteauneuf, Marquis de Chamberet (* um 1575; † 1604), kämpfte 1597 gegen die Belagerer der Abtei Grandmont, wurde 1599 Gouverneur und Lieutenant-général des Königs im Limousin. Hielt 1600 kalvinistische Versammlungen im Schloss Châteauneuf ab; ⚭ 1593 oder 1595 Marguerite de Pierre-Buffière (1582–1633, Tochter des Philippe de Pierre-Buffière (1552–1582) und der Anne de Pons), erste Baronin des Limousin, seine Cousine 8. Grades, nach zweijähriger Belagerung des Schlosses Linards zur Erlangung der Braut aus den Händen ihrer Mutter, Anne de Pons. Diese Ehe blieb ohne Nachkommen, Charles hinterließ 1604 jedoch immense Schulden[22]

  - Louis-Charles (Sohn von Louis de Pierre-Buffière und Marguerite de La Roche-Aymon) Vicomte de Comborn, Baron von Châteauneuf und Peyrat, Seigneur von La Villeneuve-au-Comte, Chabannes-de-Guerguy, Beaumont, Chambouville, Breuil, Peltanges, Treignac, Genissac und Mazet, Testament 1548 in Treignac, erwirbt 1556 von Christophe de Mounye, alias de Villefort, das Lehen du Mazet bei Ambazac († Eroberung von Angoulême 1568 oder Schlacht bei Jarnac 1569)[23] ⚭ 1523 Isabeau de Murat-Ségur, Dame de Génissac (Tochter des Gaston de Ségur)[24]
    - Moreille (Marie) de Châteauneuf (Tochter von Louis de Pierre-Buffière und Isabeau de Ségur); ⚭ 1551 (1553?) Charles de Rochefort, Baron von Saint-Angel, Chambon, Vallemont, Bellegarde Mapistour, Chabannes-Guerguy († vor 1606); mit dieser Heirat geht Château Théobon an die Familie Rochefort de Saint-Angel
      - Susanne de de Rochefort ⚭ 1579 François du Boucheron
        - Jean du Boucheron ⚭ 1605 Catherine de Soudeilles, Enkelin der Louise Pot-de-Rhodes  und des François I. d'Aubusson[25]

    - Françoise (Tochter der Isabeau de Ségur); ⚭ 27. Oktober 1546 Bertrand de Marsenac (Marseillac) en Rouergue (Sohn von Cécile d'Argac)
    - Jean, Vater von Odet, Baron de Génissac; ⚭ Henriette de Téligny
      - Odet, Baron de Genissac († 1598)
        - Bertrand de Pierre-Buffière, Seigneur de Genissac (Janissac)[26], Kommandant der Nachhut in Flandern 1572, Gefangener 1583[27], am 6. März 1586 bei Faubourg Saint-Marcel als Sekundant des Charles de Gontaut, duc de Biron, der den Claude d'Escars (1567–1586), Prince de Carency (Sohn des Generals Jean d'Escars), wegen dessen Zwangsheirat mit Anne de Caumont, Marquise de Fronsac, tötet. Die beiden Sekundanten des Prince de Carency, Charles d'Estissac und André Lejeune de La Bastie, wurden ebenfalls getötet.[28]

  - Anne (Tochter von Louis de Pierre-Buffière und (?) Marguerite de La Roche-Aymon); ⚭ Vicomte Jean-Dominique de Sédières, Seigneur de Puyagut 
  - Marguerite de Pierre-Buffière (lebt 1606, Tochter von Louis und Jeanne de Chassaigne); ⚭ I 1554 François de Coustin de Bourzolles; ⚭ II 1567 François III. de Pons  († nach 1581), Baron de Mirambeau
  - Gabrielle; ⚭ 1547 oder 1555 Jean de Montbason (Montberon), Sieur de Thors, Sohn von Adrien und Marguerite d'Archiac
  - Germain; ⚭  Prégente de Sais
  - Gabriel-François de Pierre-Buffière (? Sohn von Louis de Pierre-Buffière und Jeanne de Chassaignes, Alleinerbe des Louis), Vicomte de Combron, baron de Treignac, de Châteauneuf, Peyrat-le-Château, Lostanges († 1588), die 1559 bestimmte Erbteilung trennt am 2. Oktober 1572 Villeneuve von Peyrat; ⚭ vor 1570 Marguerite de Murat (Witwe des Antoine de Lostanges)[29], ⚭ um 1597  Peyronne de la Guiche, dame de Pompadour, Treignac, Laurière (lebt 1591)
    - Jean de Pierrebuffière, Baron de Lostanges, getötet am 28. September 1603 (1600 ?) in einem Duell; ⚭ 1597 Anne de Pons
    - (?) Jean de Pierrebuffière, 1615 Marquis de Châteauneuf, Baron de Sussac[30]; ⚭ (?) Jeanne de Pons
    - Léonard de Pierre-Buffière, Tonsur zum Mönch 1618, Prior von Nedde 1622
    - Gabriel de Pierrebuffière-Châteauneuf (um 1575–1620), Baron de Lostanges, Seigneur de Villeneuve-au-Comte, huldigt dem König 1619; ⚭ 6. Juni 1614 Jeanne d'Aubusson († 1620), Tochter von François I. d'Aubusson, Seigneur de Feuillade († 1611) und Louise de Pot [31], Witwe des Guy Brachet, Seigneur de Peyrusse. Gabriel machte 1619 seinen Bruder Daniel zum Erben.
      - (Anne ?) Schwester der Catherine, evtl. Mutter des Théophile de Blancher
      - Catherine de Pierre-Buffière, Dame de Châteauneuf, Baronesse de Lostanges, Nedde et Villeneuve, setzt 1639 ihren Adoptivneffen Théophile de Blancher (1616–1656) als Erben ein
        -  Théophile Blancher de Pierrebuffière (1606–1656); ⚭ Suzanne de Murat
          - Claude de Blancher de Pierrebuffière, Marquis de Lostanges
          - Charles de Blancher-Pierrebuffière, Comte de Lostanges

## Barone von Pierre-Buffière (Jüngere Linie, und Nebenlinien)
- Louis, Baron von Pierre-Buffière (* um 1370; † 1426);  ⚭ I 1385 Arçende de Mirabel, Tochter des Hugues de Mirabel und der Alix de Malemort, ⚭ II 19. November 1401 Marie de Rochechouart , jüngste Tochter des Jean II de Rochechouart, Seigneur de Connay-Charente, und der Eleonore de la Mothe-Fénélon. Söhne Jean, Gaufridus, Louis, Foucauld und 3 Töchter
  - Marguerite(* 1405); ⚭ 1427 Charles de Vergnes, ⚭ 1432 Bernard de Bonneval  (1405–1480), Enkel der Sibylle de Comborn
  - Isabeau oder Ysabelle (* 1420); ⚭ 1440 Pierre Chauveron
  - Catherine oder Galienne; ⚭ 1445 Antoine de Maulmont (Maumont)
  - Jean (* um 1410; † 1475); ⚭ 1430 Matheline de Gimel
    - Françoise de Pierre-Buffière (* um 1440); ⚭ Antoine de Pérusse des Cars, Seigneur des Cars  (* um 1442, Sohn des Audouin IV de Pérusse (1398–1468) und der Hélène de Roquefeuil-Blanquefort (* um 1415))
    - Louis III (* um 1435; † 1476); ⚭ 1463 Marguerite de Perusse[32]
      - Louise de Pierre-Buffière († n. 1511) ⚭ um 1465 Jean de Salignac (Salagnac), 1505 erwähnt als verwitwete Dame de Magnac[33]
      - Foucauld (Bos) († um 1510), Premier Baron des Limousin[34], Prévot von Eymoutiers 1451[35]; ⚭ 1490 Jeanne d'Aubusson (Schwester des Antoine d'Aubusson, Seigneur de Monteil et Pontarion).
        - (?) Marguerite de Pierrebuffière; ⚭ 12. Februar 1529 Jean de Lajaumont[36]
        - Foucauld
        - Guy, 1557 Geistlicher in Saint-Géron
        - François (um 1495–1549), Sohn des Foucauld, 1511 Baron de Pierre-Buffière, Seigneur de Pontarion; ⚭ I 1521 Marguerite de Maulmont , Mitgift Sussac.[37] Im Jahr 1548 ging die Seigneurie Pierre-Buffière zeitweise auf Marin de Montchenu, Sénéchal des Limousin um 1536, aus dem Sippenkreis der Pontbriand-Montréal, Sieurs de Saint-Jean-d’Eyraud, über.[38] Dessen Tochter Marie-Salomé ⚭ 1555 Antoine de Pons (Sohn von François de Pons und Catherine de Ferrières)[39]
          - (?) Isabeau; ⚭ 1542 I Geraud de Salagnac, Seigneur de Rochefort (Aixe); ⚭ II 1588 Guy de Badefols
          - (?) Françoise de Pierrebuffière (evtl. Schwester des Louis de Pierrebuffière, Seigneur de Chamberet, Beaumont und Marillac, siehe unten), dame de Marillac-le-Franc im Angoumois, Hofdame bei des Königs Schwester; ⚭ 1550 Jacques de Brassard († 1593), Seigneur de Saint-Mari en Angoumois, de Gain et de La Motte (Peyrilhac)
          - Jeanne de Pierrebuffière (1579 Testament im Château Pierre-Buffière); ⚭ 1536 François de Pierrebuffière (Gründer des Zweigs Chamberet, siehe unten), Seigneur de Pontarion, Marquis de Chamberet et Beaumont († vor 1567, getötet vom Katholiken Jean de Pompadour)
          - Jean-Geoffroy (1522–1569), Sohn des François (um 1495–1549), erster Baron des Limousin, Seigneur de Pontarion et Monteil-au-Vicomte, Hugenotte; ⚭ 1551 Marguerite de Bourbon-Busset  (* 1532 Burg Châlus-Chabrol; † 1591), Tochter der Louise Borgia. Sein Bruder Jean le jeune, Seigneur de Chamberet
            - Jeanne (* um 1555); ⚭ I Antoine de Saint-Mathieu, Chevalier de l'ordre du roi, ohne Kinder; ⚭ II 1595 Paul de Tournemine
            - (?) Jean-Geoffroy II
            - Philippe (1552–1582), Seigneur de Pierre-Buffière, Erster Baron des Limousin, Seigneur von Aigueperse, Saint-Paul, Beauvais, le Pont-de-Noblac, Pontarion, Monteil-le-Vicomte[40], Kalvinist; ⚭ 22. April 1581 Anne de Pons (Tochter des Jean, Seigneur de Plassac und Langon, und der Jeanne de Villers-Saint-Paul),[41] diese ⚭ II (1588) Abel de Pierre-Buffière, mit Nachkommen; ⚭ III (1597) Baron Jean de Pierrebuffière-Lostanges, ohne Nachkommen
              - Marguerite (1582–1633), Tochter des Philippe; ⚭ I 1593 ihren Cousin 8. Grades, Charles de Pierre-Buffière, Baron de Châteauneuf († 1604, siehe oben); ⚭ II 1626 Marquis Antoine-Charles de Ferrières, Seigneur de Sauvebœuf, ohne Kinder; dieser ⚭ 1636 Marie-Claude de Rousiers
                - Baron de Pierre-Buffière ab 1679: Charles-Joseph de Ferrières de Sauvebœuf († 1695) , Sohn der zweiten Ehe des Antoine-Charles, ⚭ 1673 Anne-Thérèze de Chouly de Permangle (Château de Brie), diese ⚭ II (1716) Charles, Marquis de Vassan
                  - Marie-Geneviève de Vassan , erhält 1743 die Baronnie Pierrebuffière und die Ländereien von Sauvebœuf bei Eheschließung mit Victor Riquetti Marquis de Mirabeau

### Zweig Chamberet und abgeleitete Linien
- François de Pierrebuffière (siehe oben), Seigneur de Pontarion, ab 1548 Marquis de Chamberet; ⚭ 1536 Jeanne de Pierrebuffière (1579 Testament im Château Pierre-Buffière)
  - Catherine; ⚭ 1571 Antoine de Saint-Marsaud '(Sohn von Brandelis und Jeanne de Beaudeduit)
  - Françoise de Pierrebuffière; ⚭ Claude de Saint-Jean
  - Gilles, Seigneur de Chamberet, ohne Nachkommen
  - Abel de Pierre-Buffière (* um 1560; † 7. Juni 1595), Seigneur de Chamberet, Lieutenant-général und Gouverneur des Königs im Limousin, vertreibt die Ligisten 1591 vor Saint-Yrieix-la-Perche, zerstört 1595 Gimel, etc. ⚭ 1588 Anne de Pons[42]
    - Henri de Pierre-Buffière (* um 1593; † 26. Mai 1649 gefallen vor Libourne), Marquis de Chamberet, Capitaine de 50 Hommes d’armes, Chevalier de l'ordre du roi, 1631 Capitaine einer Kompanie der Chevaux-Légers d'ordonnance, 1649 General der Frondeure; ⚭ 16. Mai 1614 Françoise de Pierre-Buffière, Tochter des Charles de Pierre-Buffière  und der Philiberte de Gontaut-Biron
      - Jean, Tonsur zum Mönch 1625[43]
      - François, Tonsur zum Mönch 1639
      - Jean-Charles, 1626 Seigneur et Vicomte de Comborn, Marquis de Chamberet[44]. Erhält 1627 Güter seines Vorfahren François; ⚭ 22. Mai 1642 Marie, Schwester des Castelnau-Bochetel, Sieur de Mauvissière 
        - Anne de Pierre-Buffière, Marquise de Chamberet († 1720 Paris), Begleitdame der Dauphine Maria Anna Victoria von Bayern; ⚭ François, comte de La Baume, marquis de Forsac
          - Marc-Antoine de La Baume-Forsac (* 1671)
          - Comtesse Marie-Anne-Judith de La Baume-Forsac ; ⚭ 1691 François-Charles de Gain, Marquis de Linards[45]
            - Charles Annet de Gain, comte de Linars, baron d'Anval († 25. Oktober 1750 im Château d'Anval, Chamberet), Capitaine im Régiment d'Enghien

    - Charles (* etwa 3. April 1595), Baron de Prunget (Linie Prunget, siehe unten)

  - Louis de Pierrebuffière, Seigneur de Chamberet, Beaumont und Marillac[46] (* um 1566; † 1618 im Krieg), entkommt 1586 beim Fall von Castillon[47], März 1590 in der Armee der Royalisten bei Ivry, 1592 Anführer einer Kompanie Gens de pied, 1593 Schlacht von Droc bei Chartres, 1598 Gouverneur von Figeac (Amt in der Familie bis zum Verkauf 1614 des Amtes an den Duc de Sully), erwarb 1606 die Länderei Masseret von Léonard d'Escars de Pérusse, Sieur de Saint-Bonnet; ⚭ 1611 Marie de La Noue , Tochter des Odet aus der Familie des Hugenottenführers François de La Noue (diese ⚭ II Joachim de Bellengreville, ⚭ III 1622 Marschall de Lauzières, marquis de Thémines); Gründer der Linie Touraine-Châtelier
    - Benjamin de Pierrebuffière de Chamberet (* 1618 in Le Châtelier; † 1688), ab 1640 Marquis von Châtellier-le-Fort; ⚭ Louise Aubery (* 1614 in Den Haag), älteste Tochter des Botschafters Benjamin Aubery du Maurier, vier Söhne, die im Militär starben, zwei Töchter
      - Marthé (oder Louise oder Emilie) de Pierrebuffière; ⚭ Jean de Favras, Vicomte de Castels

    - Elisabeth de Pierre-Buffière (* Februar 1619); ⚭ Samuel d'Appelvoisin, Vicomte de Sarcé

### Linie der Barone von Prunget
- Charles (* etwa 3. April 1595), Seigneur und Baron de Prunget, Tendu und Chabenet, 1616 Vergleich mit Marguerite de Pierre-Buffière (s. o.) über das Erbe der Anne de Pons; erster Chambellan d'affaire des Gaston de Bourbon, duc d’Orléans; beherbergt 1632 den König Ludwig XIII. und Hugenotten aus Argenton; ⚭ 23. Juli 1619 Jeanne d'Harambures 
  - Charles II Baron de Prunget, Tendu, Chabenet und La Rocherolle; war ab 1643 Chambellan d'affaire des Gaston de Bourbon, duc d’Orléans, verstarb mit 22 Jahren als Capitaine der Kavallerie unter Marschall d'Estrades, dem Cousin seiner Frau; ⚭ 11. November 1644 Marie Lebreton
    - Charles-Abel; ⚭ 13. Dezember 1673 Catherine de Courault, Tochter des Binjamin Courault, Sieur du Portail
      - Charles-Binjamin, Baron de Prunget, trat als erster Pierrebuffière seit über 100 Jahren wieder zum Katholizismus über; ⚭ 28. Juni 1695 Anne-Marthe de Renard de Courtemblay (Erbin des Antoine de Renard, Sieur de la Mur, la Motheraje (Beausse), und der Louise Dubois de Menetou/Berry)
        - Charles-Aimar (* Juli 1697), Chevalier des Ordre militaire de Saint-Louis, Capitain im Dragonerregiment de Nicolaï; ⚭ Dezember 1737 Marie-Agnes de Machault .

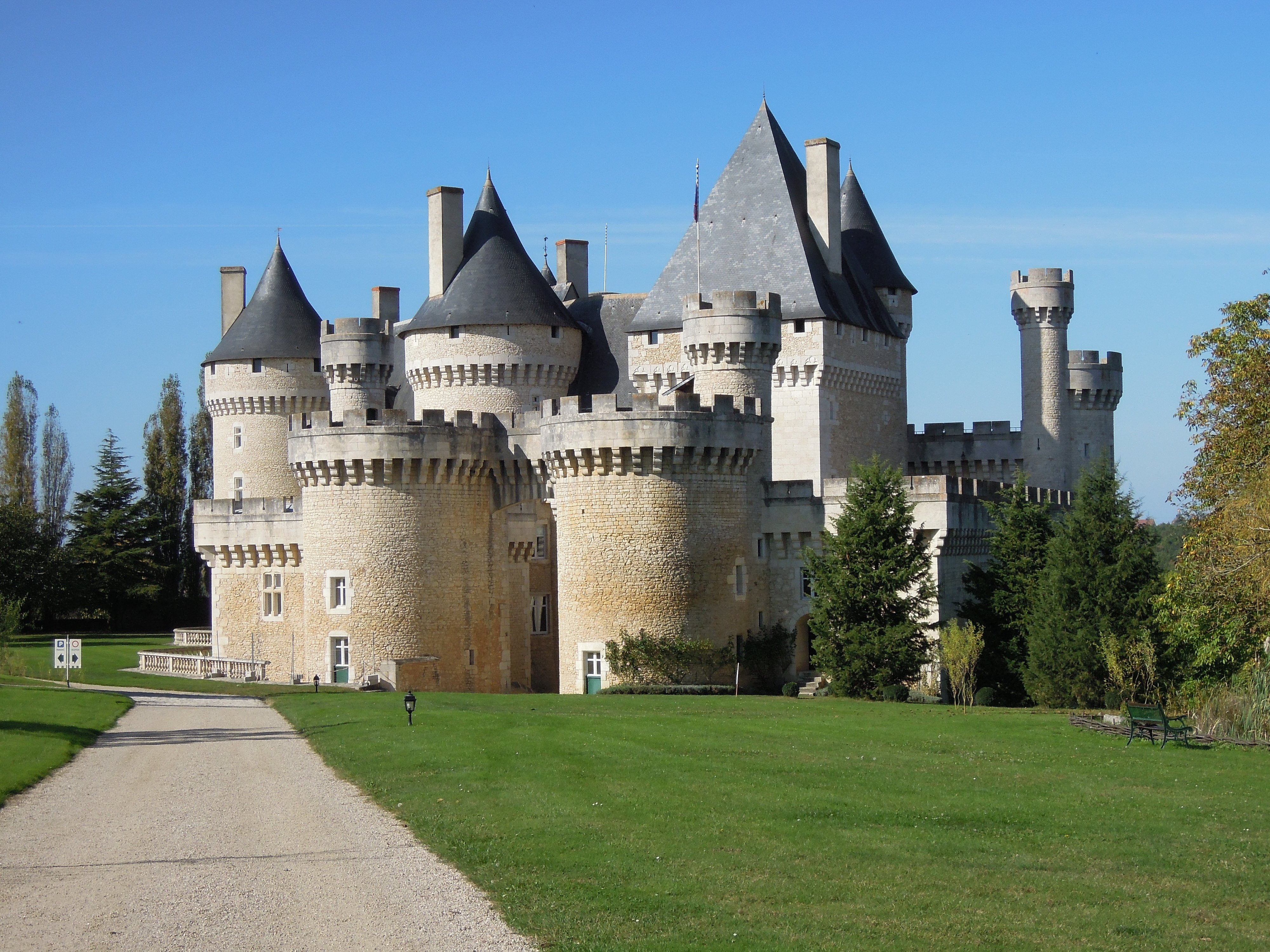
Chabenet

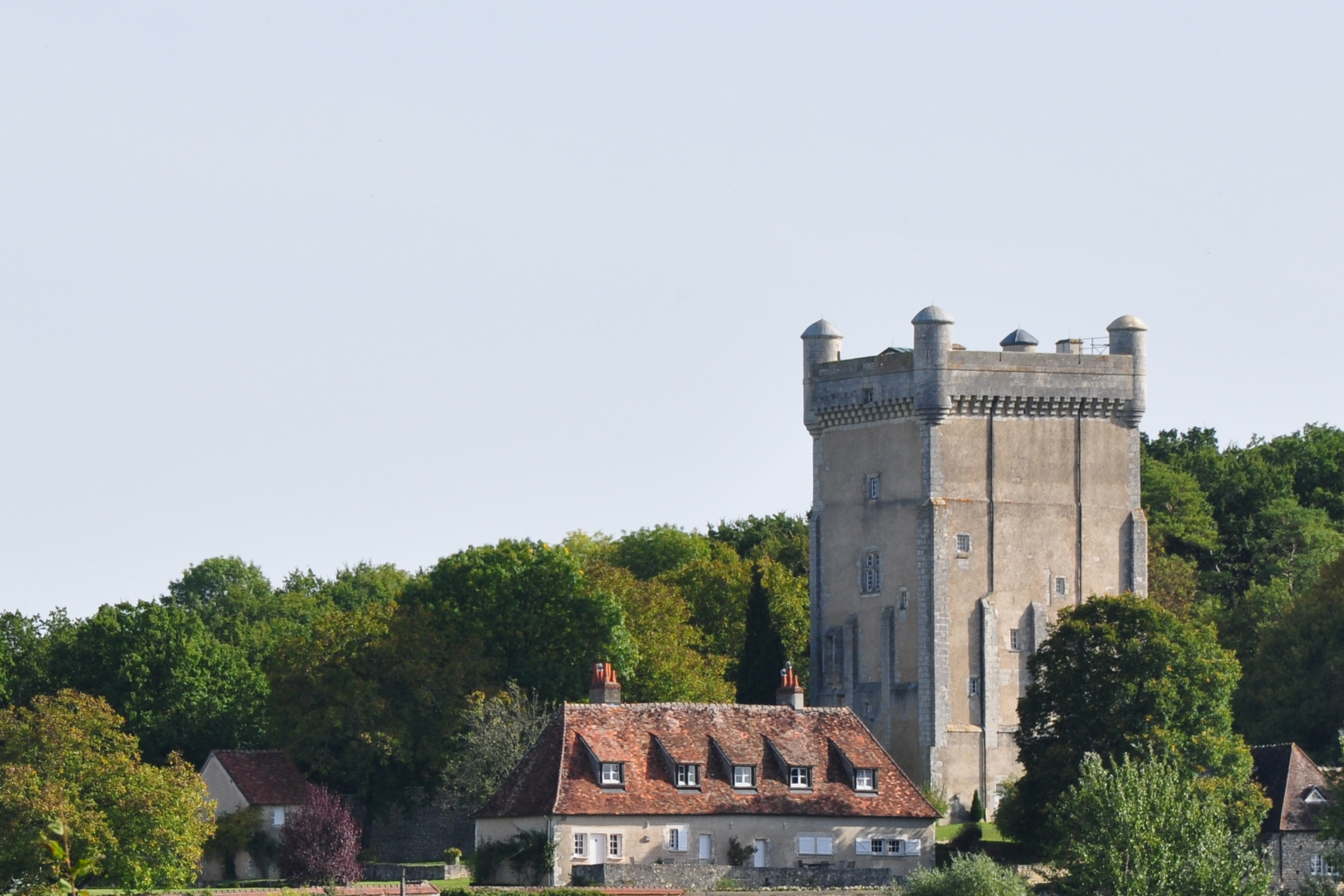
Prunget

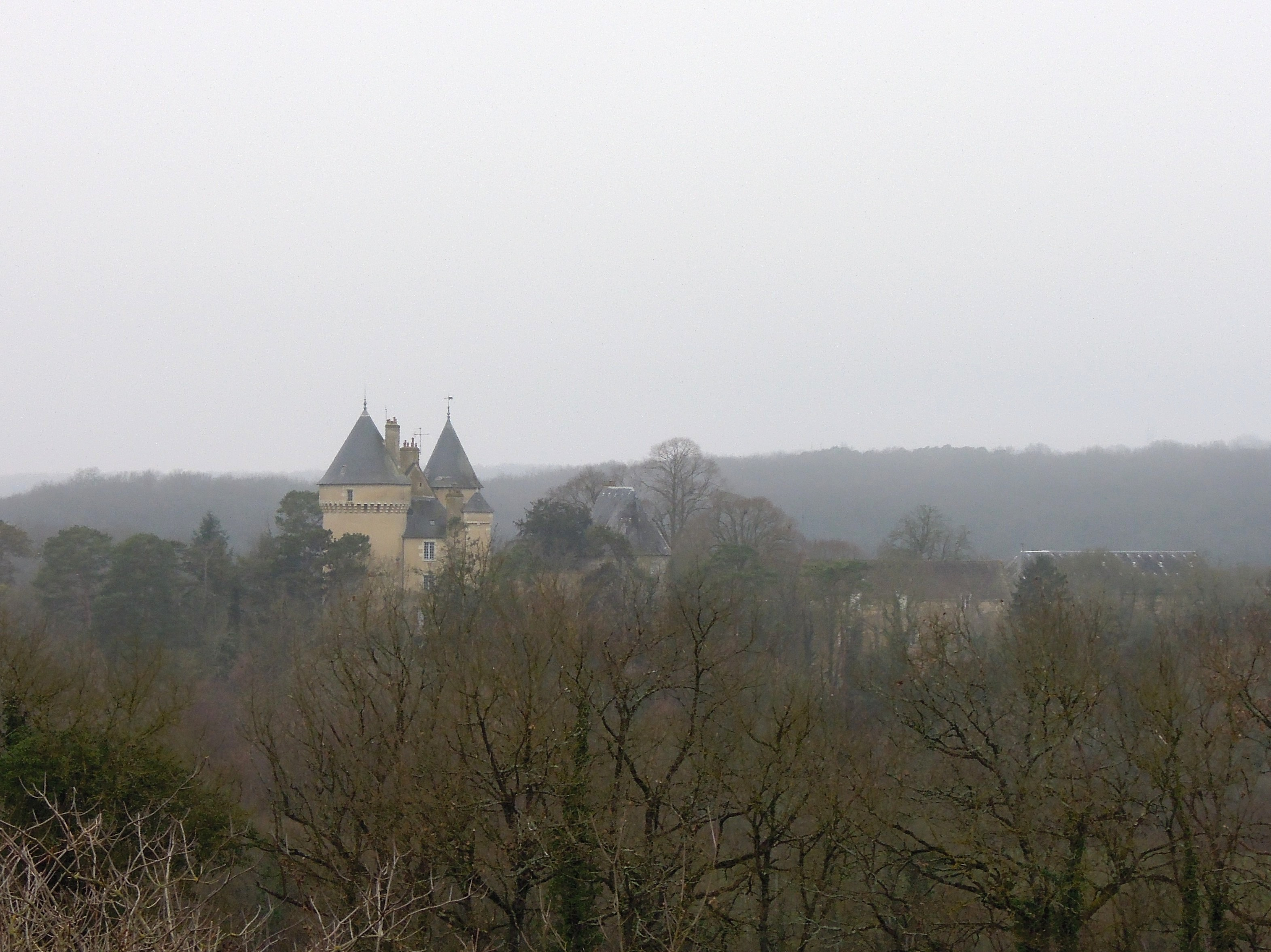
Rocherolle

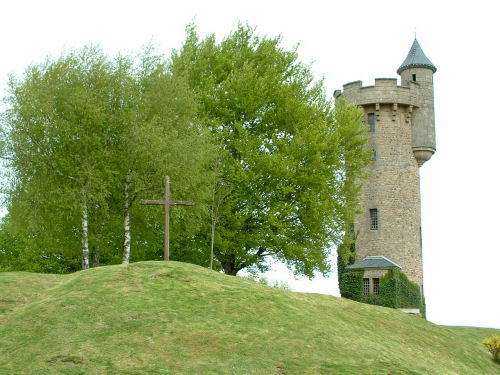
Masseret

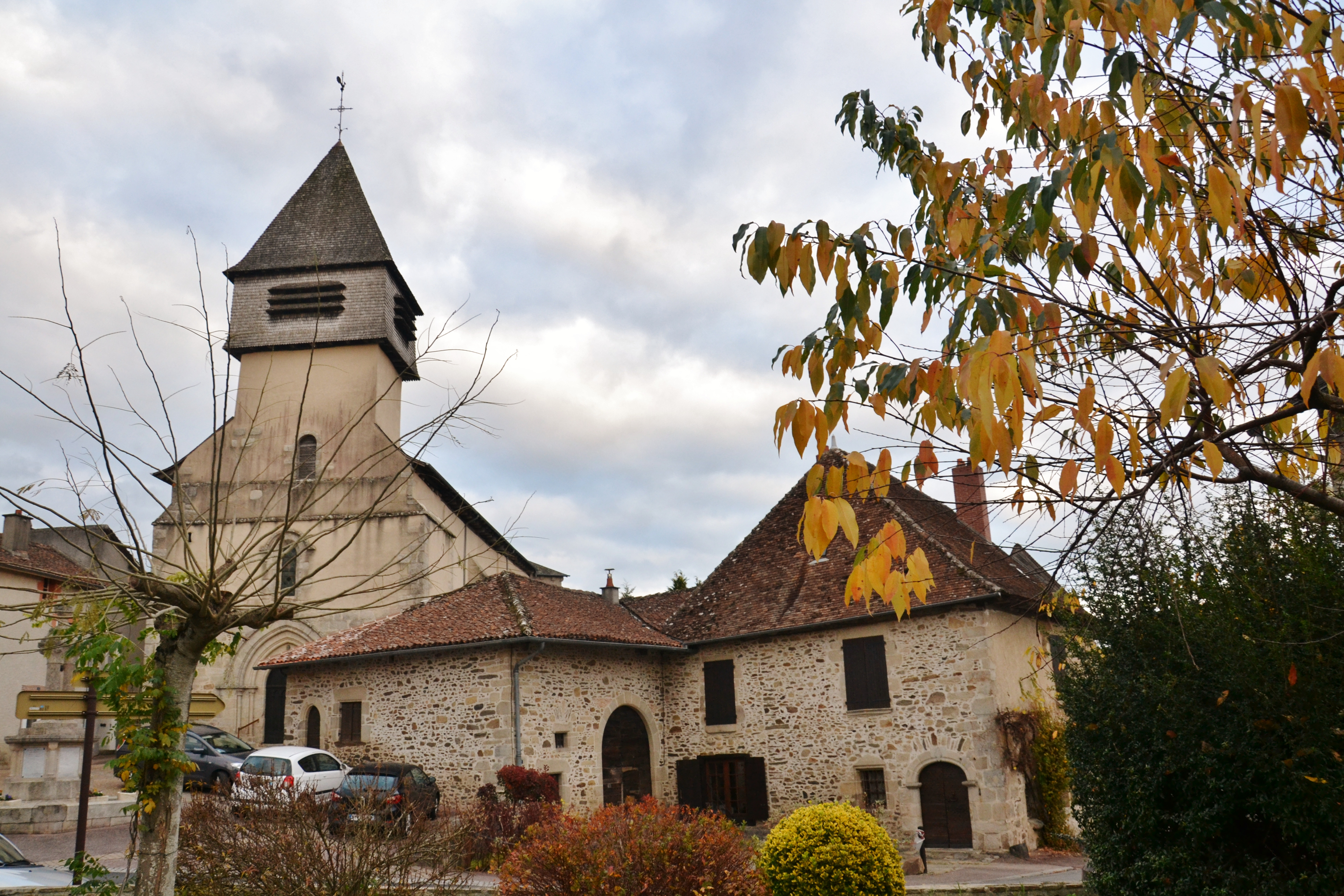
Saint-Paul

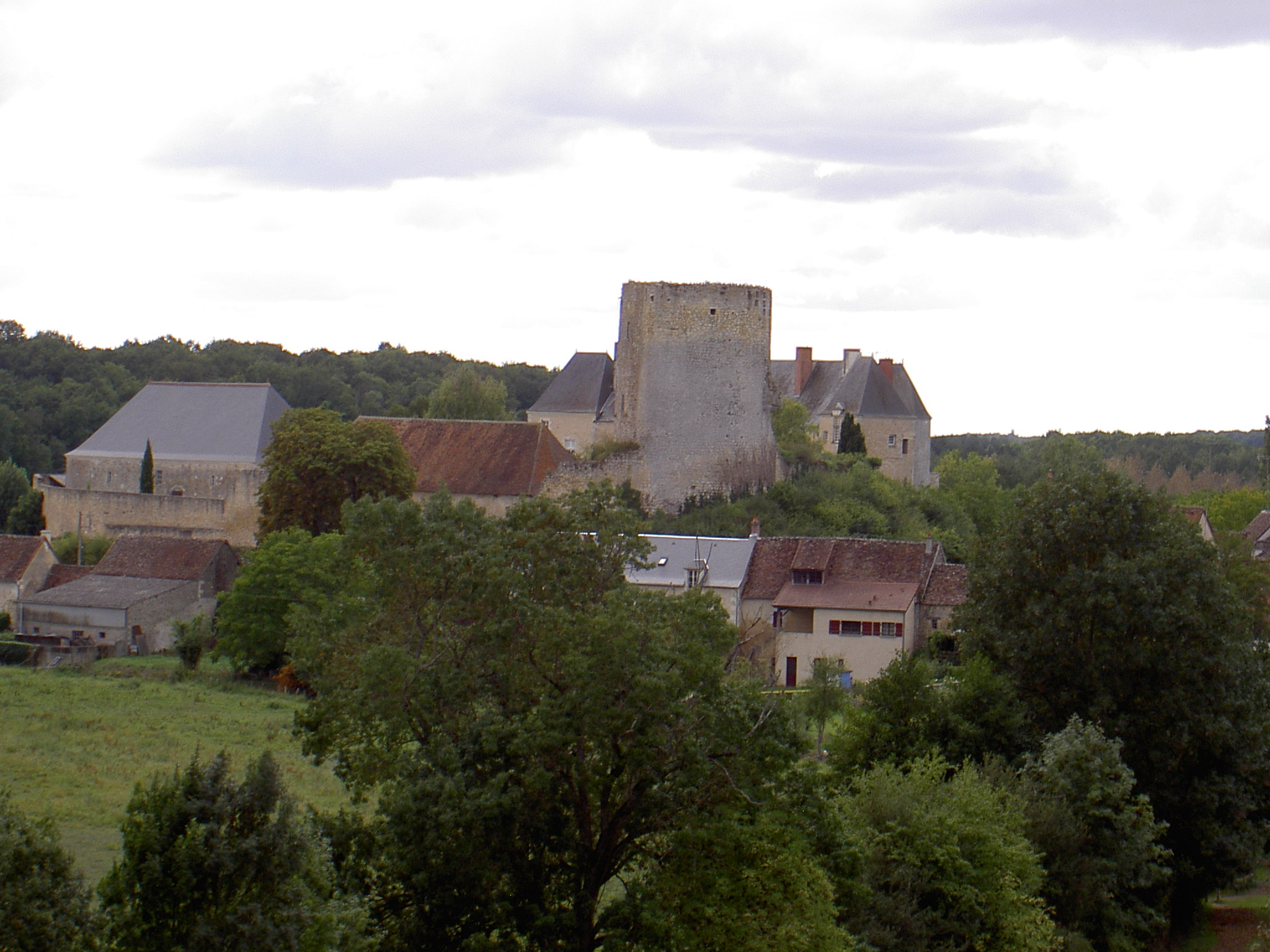
Châtelier

## Besitz (Auszug)
- Arnac-Pompadour, um 1298
- Beaumont (Corrèze)
- Beauvais
- La Bourgade, Dorf bei Saint-Hilaire-Bonneval
- Breuil
- Chabannes-de-Guerguy
- Château-Chervix
- Châteauneuf-la-Forêt
- Le Châtelier (Indre-et-Loire)
- La Croisille-sur-Briance
- Schloss Chabenet
- Tendu, Prunget, Rocherolle
- Chamberet
- Château de Comborn
- Eyjeaux
- Génissac
- Monteil-le-Vicomte
- Linards, diverse Wälder, Äcker etc.
- Lostanges
- Marillac
- Masseret
- Nedde
- Pierre-Buffière
- Peyrat-le-Château
- Le Pont-de-Noblac
- Pontarion
- Saint-Paul (Haute-Vienne)
- Aigueperse
- Chabannes-Guerguy
- Saint-Robert (Corrèze)[48], über Allianzen mit Ayen und Comborn
- Saint-Salvadour
- Soubrebost
- Sussac, ab 1521[49]
- Château Théobon
- Treignac

## Abgeleitete Wappen

Pierre-Buffière
Chamberet
Châteauneuf-la-Forêt
Saint-Paul (Haute-Vienne)
Saint-Rémy (Corrèze)
Saint-Robert (Corrèze)
Marquis de Lostanges, Villeneuve und Nedde
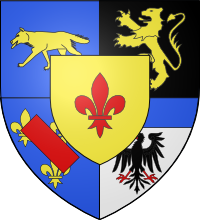
Comte de La Baume de Forsac

Allianzen mit Wappenverwandtschaft
 Bonneval;    La Roche-Aymon;    Saint-Julien de Peyrudette